# Grail (Gemeinde Edelschrott)
Grail ist eine Streusiedlung in der Marktgemeinde Edelschrott in der Weststeiermark.

## Ortsname und Geografie
Der Ursprung des Ortsnamens lässt sich aufgrund der unsicheren urkundlichen Überlieferung nicht klar deuten. Er könnte sich vom altdeutschen Rufnamen Crowil ableiten, welcher als Hof- und Besitzernamen gedient haben könnte. Er könnte sich aber auch vom mittelhochdeutschen kröuwel, krewel oder kreul, was so viel wie Gabel mit umgebogenen Zinken bedeutet, ableiten, welcher als Übername oder Spitzname für eine Person in Verwendung war.
Grail liegt im südwestlichen Teil der Marktgemeinde Edelschrott, südlich des Hauptortes Edelschrott und des Dorfes Modriach, relativ zentral in der Katastralgemeinde Modriach. Im Westen und im Norden fließt der Grailerbach, ein Zufluss des Modriachbaches am Ort vorbei.

## Geschichte
Grail entstand aus einer hochmittelalterlichen Rodungssiedlung, welche aus in Einödflur gelegenen Einzelhöfen bestand. Die erste urkundliche Erwähnung erfolgte 1434 als Greyl, wobei es unklar ist ob damit der heutige Ort gemeint ist. Weitere Erwähnungen erfolgten 1542 als Greull, 1627/29 als Greull und Grall sowie schließlich 1900 als Grail.
Die Einwohner des Ortes gehörten bis zur Abschaffung der Grundherrschaften im Jahr 1848 zur Herrschaft Modriach. Grail gehörte zum Werbbezirk der Herrschaft Ligist.

## Wirtschaft und Infrastruktur
Grail ist landwirtschaftlich geprägt.
Die Kinder des Ortes besuchen die Volksschule in Modriach.